# Orvasca bicolor
Orvasca bicolor is een donsvlinder uit de familie van de spinneruilen (Erebidae). De wetenschappelijke naam van de soort is, als Artaxa bicolor, voor het eerst geldig gepubliceerd als Artaxa bicolor in 1892 door Franciscus J.M. Heylaerts.